# Susan Dynarski
Susan Marie Dynarski – ekonomistka amerykańska, profesor ekonomii pracująca na Uniwersytecie Michigan, gdzie zarządza centrum badawczym Education Policy Initiative. Zajmuje się mikroekonomią edukacji, w szczególności efektywnością różnych form wsparcia i organizacji oświaty.

## Życiorys

### Wczesne życie i wykształcenie
Jak relacjonuje, jej rodzice nie mieli wyższego wykształcenia. Studiowała nauki społeczne i politologię na Uniwersytecie Harvarda, po czym otrzymała doktorat z ekonomii na MIT pod kierunkiem Jonathana Grubera i Joshui Angrista (Ph.D., 1999).

### Praca i dalsze życie
Pracowała na Harvardzie, w Banku Rezerwy Federalnej w Bostonie, i na Uniwersytecie w Princeton. Aktualnie pracuje na Uniwersytecie Michigan i jest wizytującą pracowniczką naukową NBER oraz Brookings Institution. Udzielała konsultacji i ekspertyz m.in. dla Kongresu, Białego Domu i Rady Doradców Ekonomicznych USA. Jest felietonistką The New York Times. Jej działalność naukowa i publiczna została uhonorowana kilkoma nagrodami.
Ma dwójkę dzieci; jej zmarły w 2017 mąż był także pracownikiem Uniwersytetu Michigan.